# Excirolana chilensis
Excirolana chilensis là một loài chân đều trong họ Cirolanidae. Loài này được Richardson miêu tả khoa học năm 1912.